# Partito Liberale del Cile
Il Partito Liberale del Cile (in spagnolo: Partido Liberal de Chile) è un partito politico cileno.

## Storia
Fu fondato nel 2007 a seguito di una scissione dal Partito per la Democrazia, allora parte integrante della coalizione di centro-sinistra, la Concertazione dei Partiti per la Democrazia, con il nome di ChilePrimero. Quindi ha assunto la denominazione attuale nel 2013.
Il partito, schierato su posizioni centriste e socioliberali, è nato dopo che alcuni esponenti del PPD, in particolare i senatori  Jorge Shaulsohn e Fernando Flores, ebbero denunciato episodi di corruzione all'interno dello stesso partito e della sua coalizione. In vista delle elezioni del 2009 ChilePrimero aderì così all'alleanza di centro-destra, la Coalizione per il Cambiamento, senza tuttavia conseguire alcuna rappresentanza in Parlamento.
Nel 2013 ha assunto la denominazione di Partito Liberale del Cile e ha stretto un accordo con il Partito Progressista (coalizione Si tu queres, Chile Cambia) e ha ottenuto un seggio alla Camera.
In occasione delle elezioni del 2013 ha aderito alla coalizione del Fronte Ampio e ha ottenuto due deputati.

## Loghi

ChilePrimero, 2007-2013
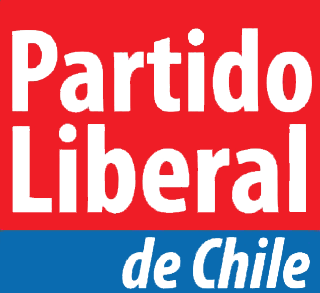
Logo 2013-2017